# Ipnopidae
Ipnopidae — родина костистих риб ряду авлопоподібних (Aulopiformis). Це дрібні, видовжені риби (10-40 см завдовжки), що поширені у тропічних водах всіх океанів.

## Класифікація
Родина налічує 28 видів у чотирьох родах:
- Bathymicrops
- Bathypterois
- Bathytyphlops
- Ipnops